# IMAM Ro.44
Ro.44 (итал. IMAM Ro.44) — итальянский гидросамолёт, катапультный истребитель, оборудованный поплавками. Создан в КБ фирмы «Сосьета анонима индустрие мекканиче э аэронавтиче Меридионали» (Industrie Meccaniche e Aeronautiche Meridionali — IMAM) на основе конструкции катапультного разведчика IMAM Ro.43, явившегося развитием самолёта IMAM Ro.37bis конструкции Дж. Галассо (итал. Giovannтi Galasso). Первый полёт был произведён в октябре 1936 года, а с февраля по июнь 1938 года были изготовлены все 35 экземпляров самолёта. Ro.44 принял участие в Второй мировой войне, при этом он оказался единственным катапультным истребителем, состоявшим на вооружении стран-участниц войны.

## Технические характеристики
- Экипаж: 1 человек
- Длина: 9.71 м
- Размах крыла: 11.57 м
- Высота: 3.55 м
- Площадь крыла: 33.36 м²
- Профиль крыла:
- Масса пустого: 1 770 кг
- Масса снаряженного:
- Нормальная взлётная масса: 2 200 кг
- Максимальная взлётная масса:
- Двигатель Piaggio P.XR
- Мощность: 1x 700 л. с.

## Лётные характеристики
- Максимальная скорость: 330 км/ч
  - у земли:
  - на высоте м:
- Крейсерская скорость: 316 км/ч
- Практическая дальность: 1 200 км
- Практический потолок: 7 200 м
- Скороподъёмность: м/с
- Нагрузка на крыло: кг/м²
- Тяговооружённость: Вт/кг
- Максимальная эксплуатационная перегрузка:

## Вооружение
- 2× 12,7-мм пулемёта[1]